# Llei de delegació
Una llei de transferència és un tipus de llei estatal de l'ordenament jurídic espanyol recent. Es fonamenta en l'article 150.2 de la Constitució espanyola de 1978 que estableix que l'estat central podrà delegar competències a una comunitat autònoma. És una llei que ha de ser orgànica. La delegació implica que se cedeix atribucions competencials o se cedeix l'execució de la competència sense deixar de tindre l'estat central la titularitat de la competència.
En la doctrina jurídica hi ha diverses controvèrsies respecte si aquestes lleis poden afectar les facultats legislatives o si es poden delegar competències exclusives de l'estat central sota la condició del respecte d'un comú denominador jurídic o al contrari no és possible. La doctrina és unànime respecte que no poden ser establertes aquestes lleis en els estatuts d'autonomia.